# UFC 110
UFC 110: Nogueira vs. Velasquez foi um evento de artes marciais mistas promovido pelo Ultimate Fighting Championship, ocorrido em 21 de fevereiro de 2010 na Acer Arena em Sydney, Austrália. 

## Background
Foi o primeiro UFC realizado no país, mas Dana White, presidente do evento, aprovou e já anunciou que todo ano um dos eventos será disputado lá.
Pelo card principal, dois brasileiros entraram no ringue: Wanderlei Silva, enfrentando Michael Bisping, e Rodrigo Minotauro Nogueira, enfrentando o americano Cain Velásquez, sendo este último o confronto principal do evento.

## Bônus da Noite
Lutadores receberam um bônus de US$50.000.
- Luta da Noite:  Joe Stevenson vs.  George Sotiropoulos
- Nocaute da Noite:  Cain Velasquez
- Finalização da Noite:  Chris Lytle